# Classe Tarlac
La classe Tarlac de Landing Platform Dock dérivée de la classe Makassar équipe la marine philippine. Deux exemplaires ont été livrés en 2016 et 2017. Deux autres unités sont prévues par la loi de modernisation des forces armées (AFP Modernisation Act).

## Histoire

### Première tranche: Strategic Sealift Vessel Acquisition Project
Le contrat portant sur l'acquisition de deux navires est remporté par PT PAL, qui était en concurrence avec Daeweoo Shipbuilding, et est signé en juin 2014 pour un montant inférieur à 4 milliards de PHP (92 millions de $). La première découpe a lieu le 22 janvier 2015 au chantier naval indonésien PT PAL Indonesia de Surabaya, et qui a déjà réalisé deux unités pour la marine indonésienne : les KRI Banjarmasin (2009) et KRI Banda Aceh (2011). 
Cette classe Tarlac de Landing Platform Dock à plus faible coût est dérivée du constructeur naval coréen Daewoo Shipbuilding & Marine Engineering qui a déjà réalisé les deux premières unités indonésiennes KRA Makassar et KRI Surabaya en 2007.
Le BRP Tarlac (LD-601) entre en service en juin 2016; la seconde unité nommée BRP Davao del Sur (LD-602) est livrée en mai 2017.
Ces bâtiments ayant une autonomie de plus d'un mois peuvent transporter:
- jusqu'à 500 hommes de troupes et officiers
- jusqu'à 4 000 tonnes d'équipements
- deux LCU ou LCM
- deux RIB ou LCVP
- possibilité d'être équipé d'un radar de surveillance

Ils possèdent un hangar pouvant contenir deux hélicoptères navals moyens tels que le Agusta A.109 et le Sikorsky UH-60 Black Hawk et sont livrés sans les canons de 76 mm et 25 mm.

### Deuxième tranche: Landing Docks Acquisition Program
La Marine philippine commence en 2019 le processus d’acquisition de deux LDP supplémentaires auquel participe PT PAL. Le budget consacré à ce programme est de 5,56 milliards de PHP (environ 115 millions de $). Des spécifications supplémentaires apparaissent par rapport aux deux LDP de classe Tarlac :
- possibilité de déployer deux MPAC par les grues latérales
- entrepôts pour missiles SPIKE ER et SPIKE NLOS
- capacité à déployer 8 AAV
- capacité des plateaux tournant pour véhicules portée de 25 à 40 tonnes
- possibilité d'être équipé d'un radar de surveillance et d'un sonar de coque

Le contrat entre le gouvernement philippin et PT PAL est signé le 24 juin 2022, et la construction du premier bateau commence le 10 août 2023.

## Navires de la classe
| Nom               | N°     | Lancement         | Mise en service | Statut |
| ----------------- | ------ | ----------------- | --------------- | ------ |
| BRP Tarlac        | LD-601 | 18 janvier 2016   | 1er juin 2016   | Actif  |
| BRP Davao del Sur | LD-602 | 26 septembre 2016 | 31 mai 2017     | Actif  |
| -                 |        |                   |                 | Prévu  |
| -                 |        |                   |                 | Prévu  |

### Note et référence
1. 1 2  (en) Prashanth Parameswaran, « Biggest Philippines Warship Kicks Off 2018 Engagements », sur thediplomat.com, 17 janvier 2018 (consulté le 17 janvier 2018).
2. ↑  (en) Share et Twitter, « DND to acquire 2 landing docks for PH Navy », sur pna.gov.ph (consulté le 9 mai 2020).
3. ↑  (en-US) Naval News Staff, « Philippines Procures Two More LPD from Indonesia's PT PAL », sur Naval News, 30 juin 2022 (consulté le 6 août 2022).

- (en) Cet article est partiellement ou en totalité issu de l’article de Wikipédia en anglais intitulé « BRP Tarlac (LD-601) » (voir la liste des auteurs).